# Challenger de Santiago 2012
El torneo Cachantún Cup 2012 fue un torneo profesional de tenis. Perteneció al ATP Challenger Series 2012. Correspondió a la 7ª edición de evento, jugado en superficie de polvo de ladrillo, en Santiago de Chile, entre el 5 y el 11 de marzo de 2012.

## Jugadores participantes del cuadro de individuales

### Cabezas de serie
| País                 | Jugador                | Ranking | Favorito |
| -------------------- | ---------------------- | ------- | -------- |
| Bandera de Francia   | Éric Prodon            | 103     | 1        |
| Bandera de Brasil    | Rogério Dutra da Silva | 111     | 2        |
| Bandera de Argentina | Diego Junqueira        | 114     | 3        |
| Bandera de Argentina | Horacio Zeballos       | 117     | 4        |
| Bandera de Eslovenia | Blaž Kavčič            | 118     | 5        |
| Bandera de Chile     | Paul Capdeville        | 132     | 6        |
| Bandera de Italia    | Simone Bolelli         | 135     | 7        |
| Bandera de Argentina | Facundo Bagnis         | 154     | 8        |

### Otros participantes
Los siguientes jugadores recibieron una invitación (wild card), por lo tanto ingresan directamente al cuadro principal:
- Christian Garín
- Gonzalo Lama
- Matías Sborowitz
- Agustín Velotti

Los siguientes jugadores ingresan al cuadro principal como suplentes:
- Sebastián Decoud

Los siguientes jugadores ingresan al cuadro principal como exención especial:
- Guido Pella

Los siguientes jugadores ingresan al cuadro principal tras disputar el cuadro clasificatorio:
- Maximiliano Estévez
- Leonardo Kirche
- Fernando Romboli
- Cristóbal Saavedra-Corvalán

## Campeones

### Individual masculino
- Paul Capdeville  derrotó en la final a  Antonio Veić por 6–3, 6–7 (5), 6–3.[2][3]

### Dobles masculino
- Paul Capdeville /  Marcel Felder derrotaron en la final a  Jorge Aguilar /  Daniel Garza por 6–7 (3), 6–4, [10–7].[4][5]